# Liste von landgestützten Seezielflugkörpern
Diese Liste enthält Einträge von bekannten Seezielflugkörpern
Hinweis: Belege zu den einzelnen Einträgen dieser Liste finden sich in den jeweiligen Artikeln.

## Seezielflugkörper, landbasiert
| Bezeichnung                    | Bild              | Herstellerland     | Einsatz von–bis | Anmerkung                                                                                                |
| ------------------------------ | ----------------- | ------------------ | --------------- | --- |
| S-2 Sopka                      | S-2 Sopka         | Sowjetunion        | 1955            | NATO-Codename SC-2B Samlet                                                                               |
| P-15 Termit / P-20 Rubesch     | Rubesch           | Sowjetunion        | 1958            | NATO-Codename SS-N-2 Styx, Startanlage Raketenkomplex Rubesch NATO-Codename SS-C-3 Styx, GRAU-Index 4K51 |
| Robot 08                       | Robot 08          | Schweden           | 1966–1995       | |
| AGM-119 Penguin                |                   | Norwegen           | 1972            | |
| AGM-84 Harpoon                 |                   | Vereinigte Staaten | 1976            | |
| P-80 Moskit / P-270 Moskit-M   |                   | Sowjetunion        | 1981            | NATO-Codename SS-N-22 Sunburn, GRAU-Index 3M80 und 3M82                                                  |
| Robotsystem 15 (RBS 15)        |                   | Schweden           | 1985            | |
| Typ 80 Surface-to-Ship Missile |                   | Japan              | 1988            | |
| 3K60 Bal                       | Modellnachbildung | Russland           | 1995            | NATO-Codename SS-N-25 Switchblade, GRAU-Index 3K60                                                       |
| Naval Strike Missile           |                   | Norwegen           | 2007            | |
| Typ 12 Surface-to-Ship Missile |                   | Japan              | 2012            | |